# 3649 Guillermina
3649 Guillermina eller 1976 HQ är en asteroid i huvudbältet som upptäcktes den 26 april 1976 av Félix Aguilar-observatoriet. Den är uppkallad efter Maria Guillermina Martin de Cesco.
Asteroiden har en diameter på ungefär 21 kilometer.